# Kampfwagen-Erinnerungsabzeichen

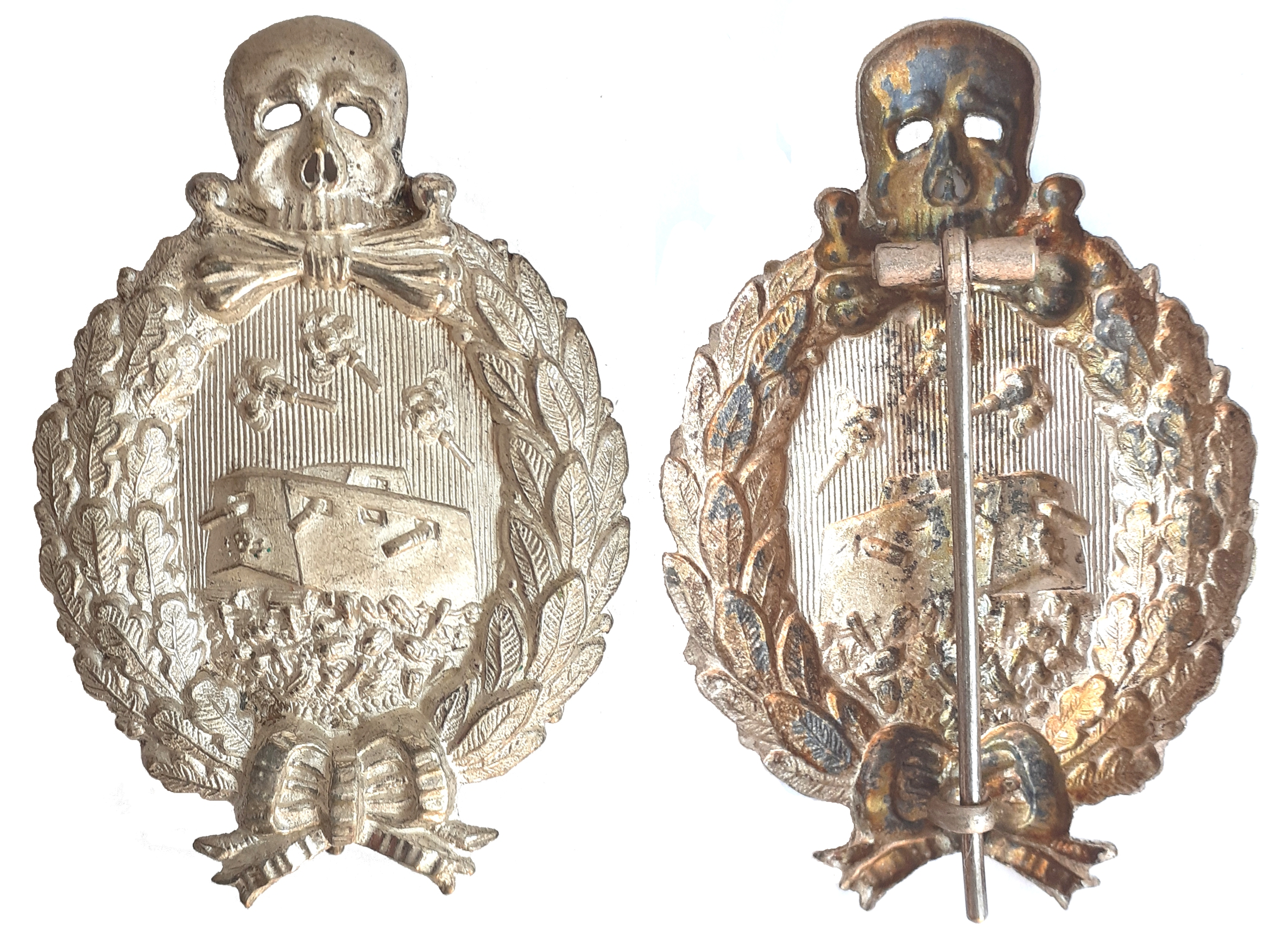
Vorder- und Rückseite des Kampfwagen-Erinnerungsabzeichens

Das Erinnerungsabzeichen für die Besatzungen deutscher Kampfwagen, kurz Kampfwagen-Erinnerungsabzeichen, ist eines der seltensten deutschen Militärabzeichen des Ersten Weltkriegs. Es wurde am 13. Juli 1921 vom Reichswehrminister Otto Geßler gestiftet. Da gemäß der Weimarer Verfassung die (Neu-)Schaffung von Orden und Ehrenzeichen untersagt war, hatte es nicht den Status eines Ordens oder Ehrenzeichens, sondern galt als Erinnerungsabzeichen. Es war bereits während des Krieges geplant worden. Ähnlich wie das U-Bootabzeichen handelt sich um ein Kampfabzeichen. Es wurde ausschließlich an ehemalige Besatzungen von Kampfwagen verliehen, die an mindestens drei Fronteinsätzen teilgenommen hatten, während eines Einsatzes verwundet oder gefangen genommen worden waren oder eine besondere Tapferkeitstat vollbracht hatten. Andere bekannte Militärabzeichen wie die Fliegerabzeichen und die Erinnerungsabzeichen für Luftschiffer waren im Gegensatz dazu Leistungs- oder Tätigkeitsabzeichen. Das Kampfwagen-Erinnerungsabzeichen ist der Vorläufer des 1939 gestifteten Panzerkampfabzeichens der Wehrmacht.
Das Kampfwagen-Erinnerungsabzeichen musste beantragt und auf eigene Rechnung beschafft werden. Die bekanntesten Träger waren der spätere General der Waffen-SS Sepp Dietrich und Ernst Volckheim, einer der Väter der deutschen Panzerwaffe.

## Verleihungs- und Ausführungsbestimmungen
Stiftungstext in der Heeresverordnung:
Erinnerungszeichen für die ehemaligen Besatzungen deutscher Kampfwagen
1. Um die Erinnerungen an die Leistungen der durch den Friedensvertrag aufgelösten Kampfwagenverbände (Tanks) im deutschen Volke wach zu halten, wird für die ehemaligen Besatzungen der deutschen Kampfwagen (A7V-Wagen und englische Beutetanks) ein Erinnerungsabzeichen, das Kampfwagenabzeichen geschaffen.
2. Das Abzeichen kann auf Antrag den Offizieren, Unteroffizieren und Mannschaften der ehemaligen Kampfwagentruppe verliehen werden, die während des Jahres 1918 mindestens drei Feindfahrten im Felde mitgemacht haben. Nur ausnahmsweise kann das Abzeichen ohne den Nachweis der 3. Feindfahrt zuerkannt werden, wenn Verwundungen oder unverschuldete Gefangenschaft die weitere Verwendung unmöglich gemacht haben, oder wenn ganz besondere Leistungen vor dem Feinde oder bei einer Feindfahrt nachgewiesen werden können.
3. Als Kampfwagenbesatzungen gelten: die Kommandanten, das Geschützpersonal, die Maschinengewehrschützen, die Fahrer und Monteure im Kampfwagen, die Blinker und Funker sowie die Meldeläufer im Kampfwagen.
4. Die Gesuche um Verleihungen sind an das Reichswehrministerium, Inspektion der Verkehrstruppen, zu richten. Die Entscheidung trifft der Chef der Heeresleitung. Den Gesuchen sind beizufügen Militärpapiere, aus denen die Zugehörigkeit zu einem Kampfwagenverband ersichtlich ist. Ferner ist anzugeben, an welchem Tage und Ort, unter welchem Abteilungsführer und Kampfwagenkommandanten die Feindfahrten stattfanden, sowie wer außer dem Gesuchsteller im Kampfwagen an den einzelnen Frontfahrten teilnahm.
Über die Verleihung wird ein Besitzzeugnis ausgestellt.
5. Die Beliehenen können sich das Abzeichen unter Vorlage des Besitzzeugnisses bei der mit der Ausführung beauftragten Firma (C.E. Juncker, Berlin SW, Alte Jakobstr. 13) beschaffen. Kosten des Abzeichens mit Umhüllung etwa 25 M.
6. Das Abzeichen ist auf der unteren linken Brustseite, gegebenenfalls unter dem Eisernen Kreuz I. Klasse, zu tragen. Es rechnet zu den Abzeichen, die in der Wehrmacht auch im Dienst geführt werden dürfen.
7. Die Prüfung der Anträge erfolgt aufgrund der nachführenden Ausführungsbestimmungen.
(Rw. Minister, v. 13.7.21. II B Nr. 41/4. 21. In 6 (K).)

Ausführungsbestimmungen
1. Das Erinnerungsabzeichen ist von länglicher Form (5,4/3,8 cm), aus weißem Metall. Links wird es durch Lorbeer-, rechts durch Eichenlaub, oben durch einen über Gebein liegenden Totenkopf und unten durch eine Schleife abgeschlossen. In der Mitte befindet sich ein über Kampfgelände gehender deutscher Kampfwagen, über dem drei Geschosse platzen.
2. Im Monat März 1918 fand der erste Einsatz der Kampfwagen (Tanks) bei St. Quentin statt. Deshalb kommt nur das Jahr 1918 in Betracht.
3. Die Gesuche sind nach den Akten (Kriegstagebüchern, Einsatzberichten und sonstigen Befehlen) und den Eintragungen in den Kriegsranglisten oder Kriegsstammrollen und Militärpässen zu prüfen.
4. Nach Prüfung der Gesuche erhalten die Antragsteller von der Entscheidung (Besitzzeugnis oder Ablehnung) Nachricht.

## Hersteller
Die Abzeichen aus der Verleihungszeit stammen von der Firma C.E. Juncker aus Berlin, wie auch im Stiftungstext genannt. Klietmann hatte angenommen, dass die ersten Stücke massiv aus Bronze gefertigt waren. Alle bisher aus Nachlässen belegten Abzeichen sind aber hohlgeprägt, analog wie die vergleichbaren Fliegerabzeichen von Juncker aus der Spätphase des Krieges und Anfang der 20er Jahre. Sie bestehen aus versilbertem Buntmetall oder Silber und haben ein Gewicht von 15,8 g bzw. 18,3 g. Letztere werden häufig als Zweitstücke aus den 30/40er Jahren angesehen. Typisch für Juncker sind die Form der Schleife und die Ausführung des Nadelsystems, wie es sich auch bei den Flugzeugführer- und Beobachterabzeichen des Ersten Weltkriegs wiederfindet. Die gekreuzten Knochen und die Schleife waren poliert.
Später wurde das Abzeichen auch von der Firma Paul Meybauer aus Berlin hergestellt. Die Gestaltung der Vorderseite, einschließlich der charakteristischen Schleife, war identisch mit der von Juncker. Unterschiede bestehen in der verbödeten Rückseite und dem Nadelsystem.
Bei den allermeisten im Handel und bei Auktionen angebotenen Stücken handelt es sich um spätere Fertigungen oder Fälschungen. Besonders auffällig sind die Versionen mit den grob ausgeführten Kampfwagen-Abbildungen auf der Vorderseite (angebliche Meybauer-Version).

## Verleihungen
Während des Ersten Weltkriegs wurden auf deutscher Seite insgesamt 20 Sturmpanzerwagen A7V und 60 britischen Beutepanzer Mark IV eingesetzt. Diese waren verteilt auf neun Sturmpanzerwagen-Abteilungen, drei mit A7V und sechs mit Mark IV. In diesen dienten zusammen etwa 1400 Mann. Schätzungsweise ein Drittel davon erfüllte die Kriterien für die Verleihung des Abzeichens. Gemäß Literatur wird nur von 99 offiziellen Verleihungen ausgegangen. Das liegt wahrscheinlich daran, dass die Verleihung nur auf Antrag und bei Vorlage entsprechender Dokumente erfolgte und die Auszeichnung aus eigener Tasche bezahlt werden musste. Der Preis lag bei etwa 25 Mark. Zum Vergleich: der damalige tarifliche Monatslohn betrug 136 Mark. Dazu kam, dass in der Weimarer Republik prinzipiell ein Ordensverbot galt, wenn auch Orden und Ehrenzeichen für Verdienste in den Kriegsjahren 1914–1919 ausgenommen waren. Viele Berechtigte werden deshalb auf die Beantragung der Auszeichnung verzichtet haben.